# Kari Rauhanen
Kari Rauhanen (ur. 19 lutego 1962 w Tampere) – fiński trener hokejowy.

## Kariera szkoleniowa
- TuTo U20 (2002-2003), główny trener
- TuTo (2002-2004), asystent trenera
- Jokipojat (2004-2006), główny trener
- IFK Arboga (2006-2007), główny trener
- Titaanit (2007-2008), główny trener
- EHC Basel (2008-2010), główny trener
- Tingsryds AIF (2010-2011), główny trener
- Kaltern/Caldaro (2011-2012), trener rozwojowy
- Kaltern/Caldaro U20 (2012-2013), główny trener
- EHC Lustenau (2013), główny trener
- ASC Corona 2010 Braszów (2013-2014), główny trener
- ESV Kaufbeuren (2014-2015), główny trener
- STS Sanok (2015-2016), główny trener
- Odense Bulldogs (2017), główny trener

Od 1991 był trenerem juniorów klubu Tappara w rodzinnym mieście Tampere. W 2003 ukończył Akademię Sportową Vierumäki. W karierze szkoleniowej był głównie trenerem zespołów drugoligowych. Od 2002 do 2004 pracował w klubie TuTo z Turku, gdzie był trenerem drużyny do lat 20 oraz asystentem zespołu seniorskiego w fińskiej drugiej klasie ligowej, lidze Mestis. Od 2004 do 2006 prowadził w Mestis zespół Jokipojat z miasta Joensuu. Następnie przez rok był trenerem szwedzkiego klubu IFK Arboga w drugiej lidze Allsvenskan, a od października 2007 przez rok trenerem zespołu Titaanit z miasta Kotka, ponownie w lidze Mestis. Od maja 2008 do 2010 pełnił funkcję trenera szwajcarskiego zespołu EHC Basel w drugoligowych rozgrywkach National League B. Od listopada 2010 ponownie pracował w szwedzkiej lidze Allsvenskan, gdzie do 24 stycznia 2011 był trenerem drużyny Tingsryds AIF. Od 2011 do 2013 był zatrudniony we włoskim klubie Kaltern/Caldaro z miasta Kaltern an der Weinstraße. Od stycznia był szkoleniowcem austriackiego klubu EHC Lustenau w tamtejszej drugiej lidze. Od grudnia 2013 do września 2014 był trenerem rumuńskiego zespołu ASC Corona 2010 Braszów, występującego w lidze rumuńskiej i międzykrajowych rozgrywkach MOL Liga. Objęta przez niego drużyna w trakcie sezonu 2013/2014, zajmowała przedostatnie miejsce w tabeli MOL Liga, a ostatecznie awansowała do finału rozgrywek, zaś Rauhanen w głosowaniu wszystkich trenerów ligowych został wybrany najlepszym szkoleniowcem sezonu MOL Liga. Ponadto Corona zdobyła mistrzostwo Rumunii. Odszedł z klubu na początku sezonu 2014/2015. Od końca listopada 2014 do końca stycznia 2015 był szkoleniowcem niemieckiej drużyny ESV Kaufbeuren w drugoligowych rozgrywkach DEL2 (w chwili objęcia stanowiska zespół zajmował ostatnie miejsce w tabeli). Pod koniec lipca 2015 został trenerem polskiego klubu STS Sanok w rozgrywkach Polska Hokej Liga. W przeszłości prowadził zespół z fińskiego miasta Kotka, w którym w 1977 ówczesna drużyna Stali Sanok uczestniczyła w turnieju towarzyskim na zaproszenie klubu Kotkan Kiri. Odszedł z klubu po sezonie 2015/2016. Od czerwca 2017 był trenerem duńskiego zespołu Odense Bulldogs, po czym w październiku 2017 odszedł ze stanowiska z powodów osobistych.

## Sukcesy i wyróżnienia
Szkoleniowe
- Złoty medal mistrzostw Rumunii: 2014 z ASC Corona 2010 Braszów
- Finał MOL Liga: 2014 z ASC Corona 2010 Braszów

Wyróżnienia
- Najlepszy trener sezonu MOL Liga: 2013/2014